# Thalya Sombe
Thalya Sombe, née en 2003, est une karatéka française.

## Carrière
Thalya Sombe est sacrée championne du monde des moins de 21 ans en kumite des moins de 68 kg en 2022 à Konya.
Elle est médaillée de bronze en kumite par équipes aux championnats d'Europe 2023 à Guadalajara et aux championnats d'Europe 2024 à Zadar.